# Péter Sárfalvi
Péter Sárfalvi (Budapest, 31 luglio 1970) è un ex pentatleta ungherese.

## Palmarès
In carriera ha conseguito i seguenti risultati:

## Campionato mondiale di pentathlon moderno
- Basilea 1995: oro nel pentathlon moderno a squadre.
- Sofia 1997: oro nel pentathlon moderno a squadre.
- Città del Messico 1998: argento nel pentathlon moderno a squadre.
- Budapest 1999: oro nel pentathlon moderno a squadre e staffetta a squadre.

## Campionato europeo di pentathlon moderno
- San Benedetto del Tronto 1995: oro nel pentathlon moderno a squadre.
- Székesfehérvár 1997: argento nel pentathlon moderno a squadre.
- Uppsala 1998: argento nel pentathlon moderno staffetta a squadre.
- Drzonków 1999: oro nel pentathlon moderno individuale, staffetta a squadre ed a squadre.
- Székesfehérvár 2000: oro nel pentathlon moderno staffetta a squadre.
- Usti nad Labem 2002: oro nel pentathlon moderno a squadre.